# Kościół św. Pawła Rozbitka w Saint Paul’s Bay
Kościół Świętego Pawła Rozbitka (malt. Il-knisja ta' San Pawl Nawfragu, znany jako "San Pawl Tal-Ħġejjeġ", ang. Saint Paul's Shipwreck Church) – niewielki rzymskokatolicki kościół w miejscowości Saint Paul’s Bay (malt. San Pawl il-Baħar) na Malcie. Świątynia jest lokalnym sanktuarium.

## Położenie
Kościółek znajduje się na terenie znanym jako Tal-Għażżelin (również mylnie jako Tal-Għażżenin), leżącym w bliskości małego portu w San Pawl il-Baħar, naprzeciw wysp św. Pawła, gdzie według przekazów rozbił się statek, przewożący św. Pawła do Rzymu.

## Historia

### Oryginalny kościół
Nie wiadomo, kiedy pierwszy kościół został zbudowany; niektóre źródła podają początek I wieku jako tę datę. Katastrofa statku św. Pawła i jego wylądowanie na wyspie było zawsze uznawane przez mieszkańców Malty, a także Kościół maltański, za bardzo ważne wydarzenie, a miejsca związane z tą wizytą - za święte.

Wiadomo natomiast, że ulokowany był w miejscu, lub bardzo blisko, gdzie dziś stoi wieża Wignacourt. Był wielokrotnie przebudowywany. Źródła podają, że został zburzony przez Arabów, a następnie odbudowany przez hrabiego Rogera w 1090. W późniejszych wiekach wielokrotnie go wspominano: w 1536 Jean Quintin w pierwszym opisie Malty wydanym drukiem, opisuje go jako "kościół wielce czczony", w 1575 apostolski wysłannik Pietro Dusina twierdził, że kościół dał nazwę pobliskiej zatoce św. Pawła, w 1581 Enrico Pantaleone w swojej książce "lohannitarum Rhodiorum" wymienia kościół, jako miejsce, gdzie chorzy przychodzili i doznawali uzdrowienia. Około 1600 Ġlormu Manduca w swojej relacji z Malty wspomina, że na kościele znajdowały się herby rodzin szlacheckich Mazzara i De Nava, a także rodzin Desguanez oraz Bordino.

### Nowy kościół
W 1609 wielki mistrz Alof de Wignacourt postanowił zbudować wieżę obserwacyjną w miejscu, gdzie ówcześnie stał kościół, będącym strategicznym punktem tej części wybrzeża. Ponieważ otaczał wielkim kultem św. Pawła, podjął decyzję o budowie nowej świątyni. Jego wybór padł na inne wysoko położone miejsce, znajdujące się w odległości ok. 500 m. od przystani rybackiej, przy drodze wiodącej do Buġibby.

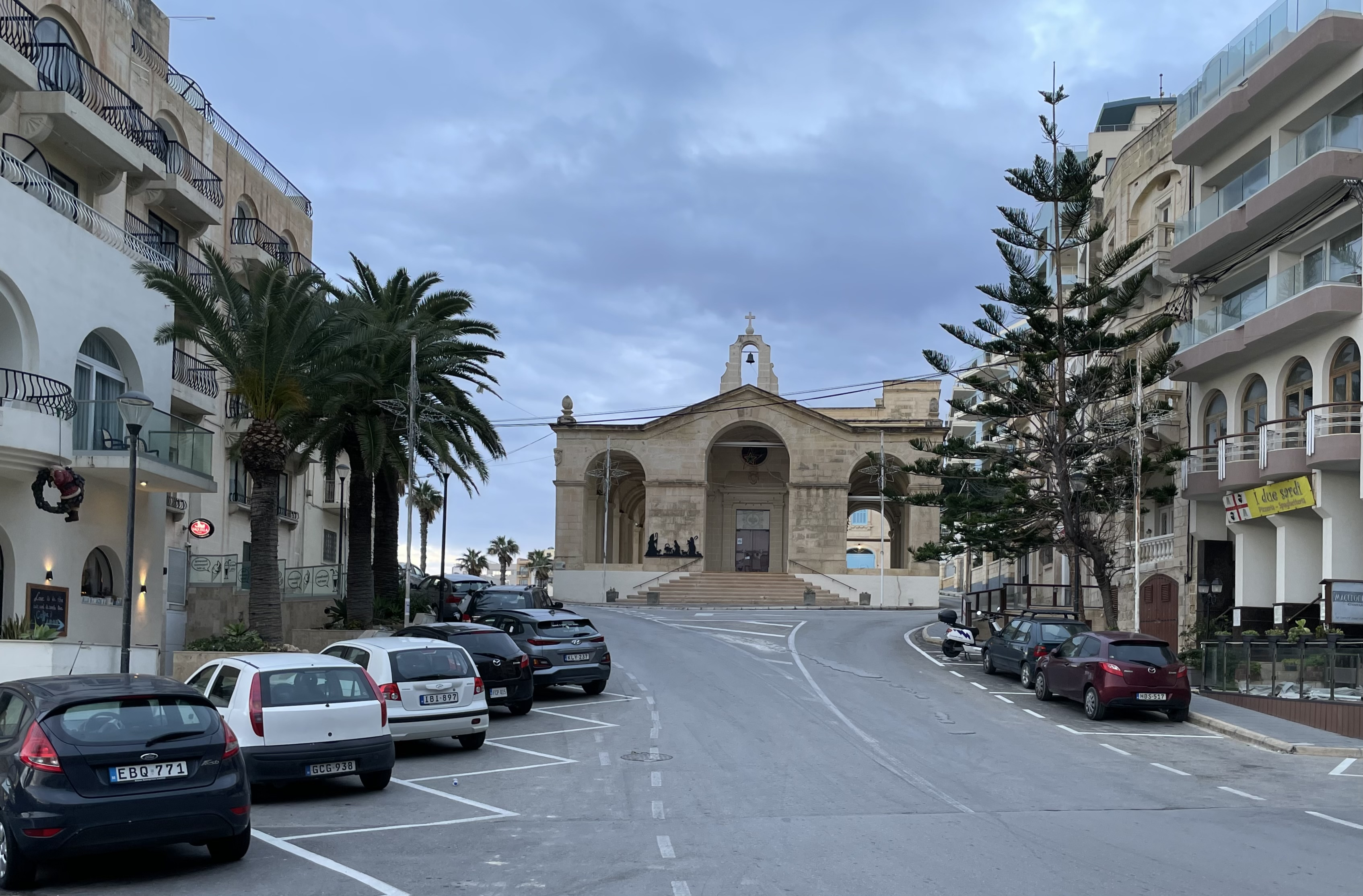
Widok fasady kościoła od strony przystani rybackiej (2021)

Około 1610 (nie jest znana dokładna data) kamienna płyta ołtarzowa ze starego kościoła została uroczyście, w obecności samego wielkiego mistrza ze znaczniejszymi rycerzami, oraz biskupa Malty Tomása Gargallo z członkami kapituły katedralnej, przeniesiona na nowe miejsce i wmurowana jako kamień węgielny, wraz z monetami i medalami, w fundamenty nowej świątyni. Architekt kościoła nie jest nigdzie udokumentowany, lecz przyjmuje się, że był nim architekt zakonu Vittorio Cassar (syn Girolamo Cassara), projektant wieży.

W czasie swojej wizyty pastoralnej 13 maja 1615 biskup Baldassare Cagliares stwierdził, że kościół jest jeszcze daleki od ukończenia. Polecił też jego rektorowi ks. Giovanniemu Abeli zbudowanie muru, okalającego cmentarz przy kościele oraz ustawienie tam krzyża.
Nowy kościół uroczyście poświęcił 3 maja 1617 biskup Baldassare Cagliares. Po 1798 i opuszczeniu wyspy przez rycerzy, budynek kościoła przejęty został przez rząd i ulegał różnym przeróbkom, co z czasem doprowadziło do zaniku jego pierwotnego kształtu.
20 marca 1942 pojedyncza bomba lotnicza, zrzucona z wrogiego samolotu, niemal kompletnie zniszczyła kościół, nazywany przez Maltańczyków Santwarju tal-Ħuġġieġa. Odbudowany w 1950 w kształcie nadanym przez Wignacourta, 7 lutego 1957 poświęcony został przez arcybiskupa Mikiela Gonziego.

## Architektura

### Wygląd zewnętrzny
Oryginalny budynek, tworzący trzon kościoła, jest prostokątnym blokiem o wymiarach 18 × 37 stóp (ok. 5,50 × 11,30 m). Jego mury mają grubość 4 stóp (ok. 1,20 m). Od strony zachodniej znajdują się prosto zwieńczone drzwi, z okrągłym oknem ponad nimi. Drugie takie samo okno, widnieje na tej samej wysokości na wschodniej ścianie.

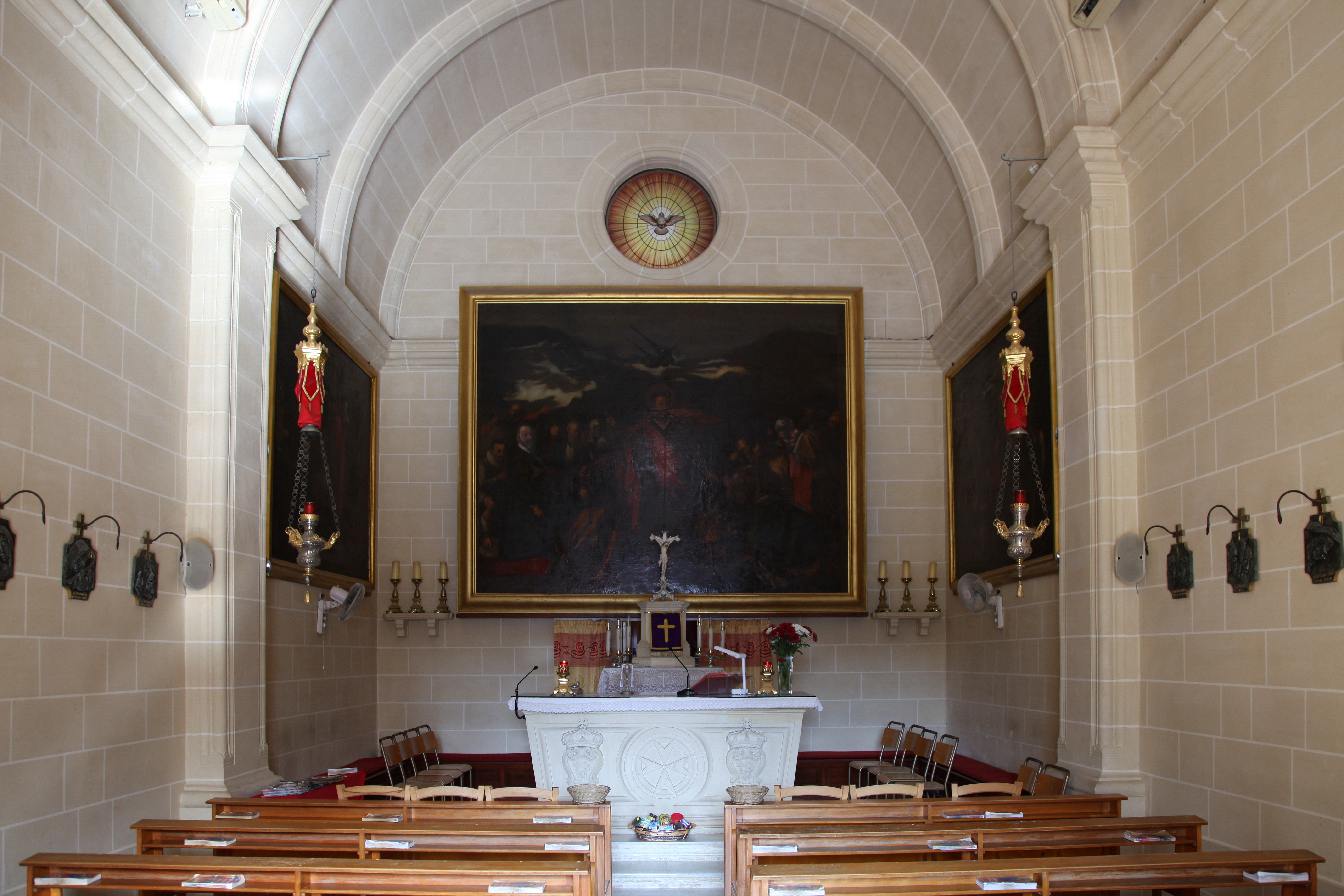
Wnętrze kościoła

Arkady dodane przez Wignacourta, obiegają kościół z trzech stron. Zwiększyło to zewnętrzne jego wymiary do 53 × 65 stóp (ok. 16,15 × 19,80 m). Każda strona arkady została przebita przez trzy łukowate otwory, z których środkowe wiodą do drzwi kościoła: dwa nowe wejścia wykonane zostały w południowej i północnej ścianie nawy. Arkady pokryte są płaskim dachem.

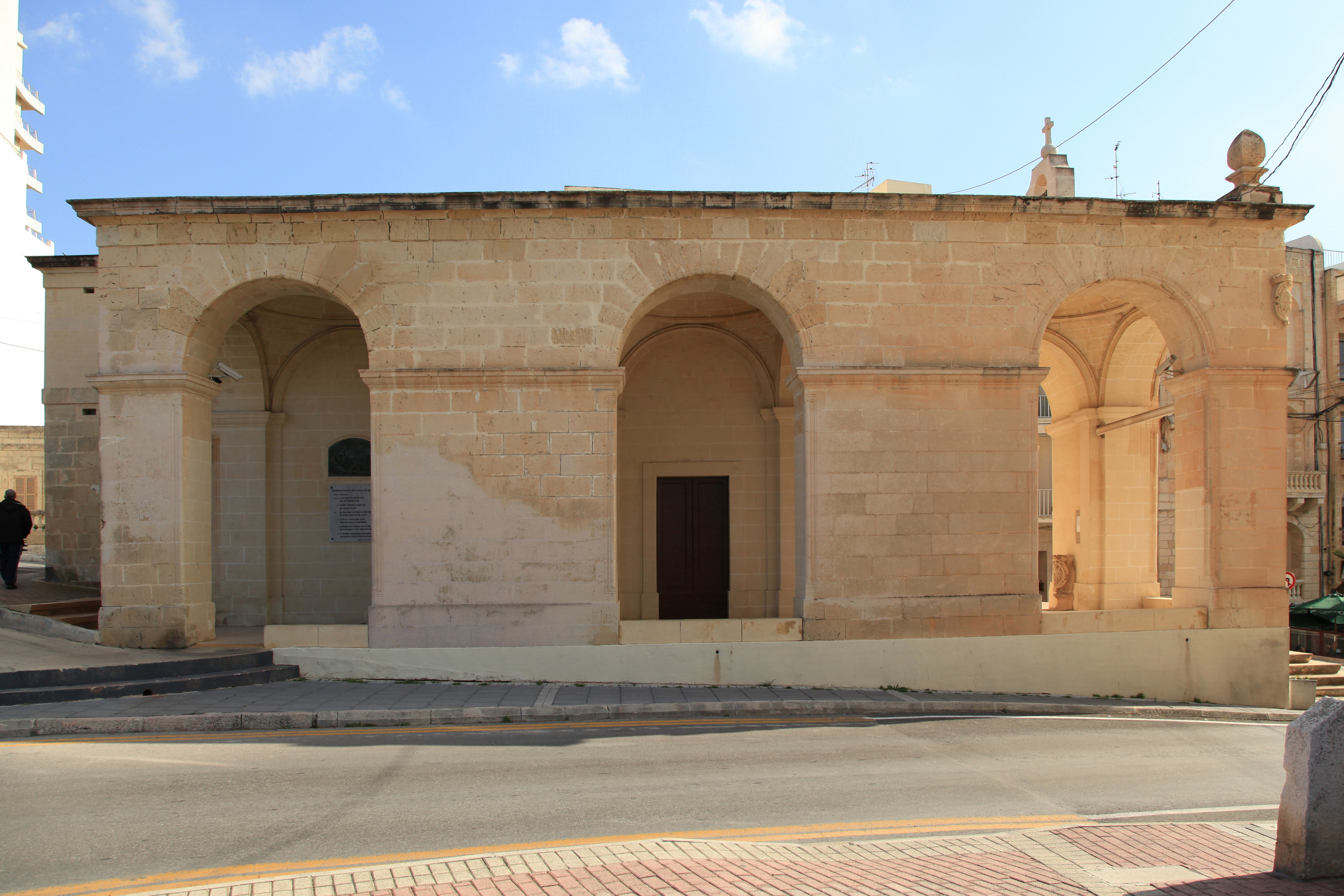
Boczna, północna ściana kościoła z arkadą

Fakt, że arkada wznosi się na podium, osiągalnym od zachodu przez osiem schodów, czyni fasadę bardziej interesującą od frontowych ścian ówczesnych małych kościołów. Znajdujące się na narożnikach tarcze herbowe i sterczyny, oraz prosty gzyms i zwykła dzwonnica w formie łuku, uzupełniają dekorację budynku.

### Wnętrze
Prezbiterium oddzielone jest od nawy parą prostych pilastrów podtrzymujących łuk sklepienia. W prezbiterium kamienny ołtarz; na ścianie nad ołtarzem olbrzymi obraz Katastrofa okrętu św. Pawła (Święty Paweł odrzucający żmiję), na którym wśród osób otaczających świętego można odróżnić postać wielkiego mistrza Alofa de Wignacourt (po lewej stronie, ubrany w płaszcz zakonny z krzyżem). W czasie powstania dzieła było powszechną praktyką umieszczanie na obrazie podobizny jego fundatora. Na bocznych ścianach mniejsze obrazy Św. Paweł uzdrawia ojca namiestnika Publiusza oraz Św. Paweł witany przez mieszkańców wyspy. Do lat 70. XX wieku obrazy były przypisywane Lionello Spada (1576-1662), dziś przypisuje się ich wykonanie Giovanniemu Giulio Cassarino (1588–1637?). 
Pod każdym z tych obrazów znajdowała się łacińska inskrypcja. Wspomina o tym, a także reprodukuje je, Johann Friedrick Breithaupt w książce "Kristiche Helden Insel Malta" (Frankfurt 1632), jak też kapucyn br. Pelagju w manuskrypcie datowanym 1775.

## Kościół dziś
Dziś, po przeprowadzonych remontach, świątynia jest w dobrym stanie. Opiekę nad nią sprawują franciszkanie z kościoła parafialnego w St. Paul’s Bay. Odprawiana jest jedna wieczorna msza święta w każdy powszedni dzień, dwie w sobotę wieczorem, dwie poranne w niedziele i święta. Święto patronalne obchodzone jest uroczyście 10 lutego.